# Federación Panamericana de Squash
Die Federación Panamericana de Squash (kurz FPS), auch Panamerican Squash Federation, ist der Dachverband der Sportart Squash für den gesamten amerikanischen Raum.

## Geschichte
Die FPS wurde 1989 gegründet, ihr erster Präsident war Juan Carlos Barvo aus Kolumbien. Zwei Jahre später fand erstmals ein panamerikanisches Squashturnier unter der Schirmherrschaft der FPS statt, an dem vier nationale Verbände teilnahmen. Der Verband hat mittlerweile 28 Mitgliedsverbände und ist dem Weltverband angeschlossen. 1995 war Squash, auch unter dem Betreiben der FPS, erstmals Teil der Panamerikanischen Spiele. Zudem werden von der FPS die Panamerikameisterschaften veranstaltet.
Der Verband hat seinen Sitz in Caracas, Venezuela. Amtierender Präsident ist Francisco Paradisi aus Venezuela.